# Eugène Ruffier
Pour les articles homonymes, voir Ruffier.
Eugène Ruffier, est un homme politique français, avocat et officier militaire, né le 16 août 1869 à Tarare (Rhône) et décédé le 13 février 1924 à Lyon (Rhône),

## Biographie
François, Marie, Eugène Ruffier est né le 16 août 1869 à Tarare (Rhône). Fils de Louis Philippe Albert Ruffier et de Claudine Antoinette Pierron, résidant au 22 Rue Madeleine à Tarare en 1869.
Avocat de profession au barreau de Lyon, il devient conseiller d'arrondissement en 1891 à seulement 25 ans. Il deviendra par la suite Conseiller général du Rhône du canton de Tarare de 1901 à son décès, où Jean-Marie Froget lui succèdera.
Le 31 juillet 1899, il épouse Marie Louise Moncorgé avec qui il aura 4 enfants, 3 filles et 1 garçon.
Lors de la première guerre mondiale, alors qu'il est dégagé de toute obligation de service auprès des armées, il demande à être maintenu dans les cadres de l'Armée Territoriale et reprend alors sa place de capitaine de territoriale au 14ème escadron territoriale du Train. Malgré son état de santé qui se dégrade, il refuse à plusieurs reprises de quitter son poste et combattra valeureusement à Verdun.
Par son dévouement remarquable et sa bravoure, il sera cité à l'Ordre de la Brigade d'Artillerie de la IIe Armée, décoré de l'Ordre national de la Légion d'Honneur ainsi que de la Croix de guerre 14-18 avec étoile de bronze.
Le 11 janvier 1920, il est élu au premier tour des élections sénatoriales rhodaniennes. Il se dédit aux problèmes de l'organisation judiciaire, notamment, en obtenant la revalorisation des traitements des juges de première instance lors du budget de 1921. Il est aussi l'auteur d'une proposition de loi tendant à compléter l'article 1384 du code civil.
Eugène Ruffier décède le 13 février 1924 alors qu'il est encore en exercice parlementaire au sein du Sénat et en fonction au Conseil général. Il meurt en son domicile lyonnais, 4 Rue Emile Zola, à seulement 54 ans des suites d'un malaise cardiaque causé par des années de maladie,.

## Détail des mandats et des fonctions

### Mandats parlementaires
- 11 janvier 1920 - 13 février 1924 : Sénateur du Rhône

### Mandats locaux
- 1901 - 13 février 1924 : Conseiller général du Rhône du canton de Tarare

## Distinctions et honneurs
- Chevalier de la Légion d'honneur par arrêté du Ministre de la Guerre du 13 juillet 1918
- Croix de guerre 1914–1918, étoile de bronze

Citation à l'Ordre de la Brigade d'Artillerie de la IIe Armée :
"Dégagée de toute obligation militaire à la mobilisation, est resté volontairement dans l'armée Cdt. d'un C.V.A.X., a assuré de juin à octobre 1917 des corvées pénibles et dangereuses dans un secteur actif et très bombardé. A su, par son exemple, soutenir le moral de ses officiers et de ses hommes dans des circonstances difficiles."

## Source bibliographique
- « Eugène Ruffier », dans le Dictionnaire des parlementaires français (1889-1940), sous la direction de Jean Jolly, PUF, 1960 [détail de l’édition]